# Quattro stagioni (Reni)
Le Quattro stagioni sono un soggetto pittorico dipinto da Guido Reni noto in due redazioni, una databile tra il 1617 e il 1620, olio su tela 175×230 cm circa e conservata nel Museo di Capodimonte a Napoli, un'altra databile tra il 1618 e il 1620, olio su tela 170×221,5 cm e conservata nel Kunsthistorisches Museum di Vienna, assegnata con interventi della bottega.

## Storia e descrizione
Le fonti storiche citano due redazioni dell'allegoria delle Quattro stagioni, una redatta dallo stesso Guido Reni e un'altra replicata poco dopo dalla sua bottega.
La prima redazione della tela, eseguita intorno al 1617-1620, è stata interessata da diversi passaggi di proprietà prima di giungere definitivamente al Museo di Capodimonte a Napoli. Un ricamatore bolognese dapprima commissionò l'opera, successivamente (intorno al 1638) la ritornò allo stesso Reni che la riacquistò per 350 scudi; poco prima di morire il pittore cedette nuovamente il dipinto, per 700 scudi circa, al cardinale Bernardino Spada, che la tenne nella sua collezione finché il nipote Orazio non la donò nel 1672 a papa Clemente X. Quest'ultimo con ogni probabilità trasferì l'opera al palazzo Altieri di Roma (una guida del 1693 cita infatti un'opera del Reni su questo tema nelle stanze del palazzo), dove rimase per tutto il Settecento. Nel 1802 la tela viene acquistata presso il mercato d'arte locale da Domenico Venuti, emissario per conto di Ferdinando IV di Borbone, che operò a Roma nel prelevamento di opere da destinare alla collezione Borbone e nel rinvenimento di quelle che furtivamente erano state sottratte dai musei di Napoli dalle truppe francesi durante i moti del 1799. Destinata agli uffici di rappresentanza della Repubblica italiana, nel 1926 il dipinto è registrato prima nella Camera dei Deputati e poi, intorno agli anni '60, presso il palazzo del Ministero della Pubblica Istruzione, fino a fare definitivo ritorno al museo napoletano solo 1999.
Una seconda redazione del soggetto, coeva e identica per composizione e dimensione a quella di Napoli, le fonti antiche la citano tra le opere eseguite dai collaboratori di bottega di Guido Reni, presumibilmente Francesco Gessi, il quale, sotto la supervisione del maestro bolognese, compiva la scena prima di spedirla al committente. La tela fu richiesta da George Villiers, I duca di Buckingham che la acquistò a Roma intorno al 1621 ed è oggi confluita nel museo nazionale di Vienna.
La scena raffigura le quattro stagioni attraverso la rappresentazione di altrettante figure femminili allegoriche e anche con tre putti. Sul fondo a sinistra è l'Inverno, rappresentato da una donna coperta da un mantello; in primo piano sullo stesso lato è l'Autunno, dove il punto in braccio alla donna ha in mano un grappolo d'uva; al centro è la Primavera, con una donna coronata di fiori; infine sulla destra è l'Estate, con il soggetto ritratto nudo e con accanto un putto che stringe un fascio di spighe di grano.